# Ynet
Ynet là trang web tin tức và nội dung tổng hợp chính của Israel, đồng thời là trực tuyến cho báo Yedioth Ahronot. Tuy nhiên, các nội dung trên Ynet đều được độc quyền phân phối trên trang web và được viết bởi nhân viên độc lập khác nhau.